# Edgar Domínguez
Edgar Germán Domínguez Rodríguez (Cuenca, 23 dicembre 1962) è un ex calciatore ecuadoriano, di ruolo centrocampista.

## Carriera

### Club
Ha sempre giocato nel campionato ecuadoriano.

### Nazionale
Con la maglia della Nazionale ha partecipato alla Copa América nel 1987.